# Macau Esporte Clube (hóquei sobre grama)
O Macau Esporte Clube é um clube brasileiro de hóquei sobre grama, da cidade de São Paulo. Suas cores são verde, amarelo e branco. Participa do Campeonato Brasileiro de Hóquei sobre Grama, do Campeonato Brasileiro de Hóquei sobre Grama Seven-a-Side, do qual foi campeão em 2011, e do Campeonato Brasileiro de Hóquei Indoor, o qual sagrou-se bicampeão em 2014.
O Hóquei chegou ao Brasil por meio de estrangeiros que vieram nos anos 60 em trabalho, e acabaram criando os seus clubes tais como, Germânia (Alemães), Nassau (Holandeses), Bandeirantes (Macaenses) e SPAC (Ingleses). Naquela época todos os jogadores do Bandeirantes eram Macaenses.
Em 1989 foi criada à sede da Casa de Macau em São Paulo, e como a propriedade era grande foi destinada áreas de lazer, e uma dessas áreas foi construída uma quadra poliesportiva com as dimensões quase oficiais para o hóquei indoor. Na quadra eram realizados os treinos da equipe macaense, depois surgiram alguns jogadores adolescentes brasileiros, onde aprenderam a jogar e com o tempo representar as cores da Bandeira do nosso País.
Infelizmente por razões políticas, pós-eleições dentro da Casa de Macau em 1998, metade do time resolveu abandonar o hóquei, e anos seguintes os macaenses que restaram foram abandonando aos poucos devido ao envelhecimento dos mesmos.
Para que não acabasse com o time da Casa de Macau, António Sousa e mais dois jogadores que amavam o esporte foram atrás de adolescentes brasileiros para a reposição do time que foi feita gradativamente.
No segundo semestre de 2004, já não existiam estes clubes mencionados por falta de renovação de jogadores estrangeiros, apenas times brasileiros mantiveram-se. Para podermos participar de campeonatos, fundamos o Macau Esporte Clube (M.E.C), com o intuito de disputar nacionalmente e desenvolver atletas, além de disputar competições internacionais levando sempre o nome de Macau.”
Atualmente o clube é uma das equipes mais tradicionais no cenário nacional e a principal equipe do Estado de São Paulo, com atletas entre as equipes masculina e feminina, adulta e infantil.
Além da realização dos treinos as equipes que participam dos campeonatos nacionais e estaduais oficiais e Clínicas Esportivas a fim de ajudar a fomentar a modalidade no Estado.

## Desempenho em Competições
O Macau Esporte Clube sempre visa as posições mais altas nos campeonatos. Em 2011 o clube teve um ótimo ano, pois conquistou o Campeonato Brasileiro Seven-A-Side e o Campeonato Brasileiro Indoor. O clube ainda sonha ser campeão brasileiro na competição principal do esporte (na grama). Em 2014, o clube sagrou-se bi-campeão do Campeonato Brasileiro Indoor. Em 2015 o clube participou do 1º Campeonato Paulista de Hóquei 5, com duas equipes (Macau Alfa e Macau Gama, tanto no masculino quanto no feminino), as quais terminaram nas primeiras posições, respectivamente.

### Campeonato Brasileiro de Hóquei sobre Grama
| Ano  | Posição Masculino | Posição Feminino |
| 2007 | 4º                | Sem Info         |
| 2008 | 3º                | Sem Info         |
| 2009 | 4º                | Sem Info         |
| 2010 | 4º                | 3º               |
| 2011 | 4º                | 4º               |
| 2012 | 4º                | 4º               |
| 2013 | 4º                | 4º               |
| 2014 | 6º                | 3º               |
| 2015 | 1º (Série B)      | 5º               |
| 2016 | Em Andamento      | 1º - Campeão     |

### Campeonato BrasileiroSeven-a-Side
| Ano  | Posição       |
| 2005 | 4º            |
| 2007 | 3º            |
| 2009 | 2º            |
| 2010 | 2º            |
| 2011 | 1º            |
| 2012 | Não Realizado |

### Campeonato BrasileiroIndoor
| Ano  | Posição        |
| 2006 | 4º             |
| 2010 | 3º             |
| 2011 | 1º             |
| 2012 | 3º             |
| 2013 | Não participou |
| 2014 | Campeão        |
| 2015 | 4º             |
| 2016 | Campeão        |

Campeonato Paulista Feminino - Hóquei 5
| Ano  | Posição                |
| 2015 | Campeão (Macau Alfa)   |
| 2015 | Vice (Macau Gama)      |
| 2016 | Macau II - Campeão     |
| 2016 | Macau I - Vice-Campeão |

Campeonato Paulista Masculino - Hóquei 5
| Ano  | Posição                 |
| 2015 | Campeão (Macau Alfa)    |
| 2015 | Vice (Macau Gama)       |
| 2016 | Macau II - Vice-Campeão |
| 2016 | Macau I - 3º Lugar      |

## Ver Também
- Hóquei sobre grama
- Hóquei Indoor